# Cinelerra
Cinelerra - darmowy edytor przeznaczony dla nieliniowej obróbki wideo. Został stworzony z myślą o komputerach z systemem Linux, ale również z powodzeniem uruchamia się w OS X. Nie posiada natomiast wersji dla Microsoft Windows.
Pierwsza edycja Cinelerri ukazała się 1 sierpnia 2002 i częściowo opierała się na wcześniejszym produkcie znanym jako Broadcast 2000, który Heroine Virtual wycofało we wrześniu 2001.

## Główne cechy
Cinelerra obsługuje audio i wideo bardzo wysokiej jakości: obrabia sygnał audio z 64-bitową precyzją, może też pracować zarówno w RGBA, jak i YUVA. Program obsługuje wszelkie rozdzielczości i klatkowanie.
Pozostałe cechy można znaleźć na stronie producenta.

## Interfejs
Cinelerra ma interfejs podobny do innych aplikacji nielinearnej obróbki wideo takich jak np. Adobe Premiere. Użytkownik ma do dyspozycji 4 okna:
1. linia czasu (timeline) – daje użytkownikowi czasowy ogląd ścieżek wideo i audio w projekcie, a także dane klatek kluczowych dla np. ruchu kamery, efektów czy nieprzezroczystości;
2. widok (viewer) – pozwala na przejrzenie materiału;
3. zasobnik (resources) – prezentuje wszystkie zasoby audio i wideo w projekcie oraz dostępne efekty i przejścia;
4. kompozycja (compositor) – daje widok końcowy projektu, czyli jak będzie wyglądał po zmontowaniu; jest interaktywny, gdyż pozwala użytkownikowi dostosować pozycję obiektów wideo; również na bieżąco reaguje na zmiany wprowadzane przez użytkownika.

Interfejs Cinelerry jest często krytykowany, ponieważ nie stosuje się do zasad wytyczonych przez GNOME ani przez KDE.

## Wersja społecznościowa
Heroine Virtual co pół roku publikuje nową edycję Cinelerri dostępną wyłącznie w postaci kodu źródłowego. Błędy i niedociągnięcia wykryte i rozwiązane przez społeczność i wysłane do producenta nie zawsze są przez niego od razu rozpatrywane, zazwyczaj ukazują się dopiero w nowym wydaniu. Z powodu tego opóźnienia oraz edycji podporządkowanych konkretnym dystrybucjom, grupa wolnych open-source-owych programistów stworzyła własną wersję pod nazwą Cinelerra-CV (CV to skrót od Community Version, czyli wersja społecznościowa).

### Lumiera
Na początku kwietnia 2008 społeczność Cinelerra ogłosiła, że przepisano na nowo obecną wersję CV i nazwano ją Lumiera. Narodziła się ona jako przepisany kod bazowy Cinelerri zwany Cinelerra3, ale szybko oddzielił się on jako niezależny projekt o swojej własnej nazwie. Lumiera ciągle znajduje się we wczesnej fazie rozwoju i nie nadaje się na razie do użycia.